# Dolní Bargjap
Dolní Bargjap nebo Dolní Bargebi (abchazsky Аладатәи Барӷьаԥ, gruzínsky ქვემო ბარღები – Kvemo Bargebi) je vesnice v Abcházii v okrese Gali, jejíž neosídlenou část omývá ze západní strany Černé moře. Leží přibližně 14 km jihozápadně od okresního města Gali. Na severu sousedí s Primorskem, s Riapem a s Horním Bargjapem, na východě se Sidou, na jihovýchodě s Ganachlebem a na jihu s Gagidou.
Oficiálním názvem obce je Vesnický okrsek Dolní Bargjap (rusky Нижне-Баргяпская сельская администрация, abchazsky Аладатәи Барҕьаҧ ақыҭа ахадара). Za časů Sovětského svazu se okrsek jmenoval Kvemo-Bargebský selsovět (Квемо-Баргебский сельсовет).

## Části obce
Součástí Dolní Bargjapu jsou následující části:
- Dolní Bargjap (Аладатәи Барӷьаԥ)
- Bokveti (Боквеҭи) – gruz. ბოგვეთი
- Picargali / Abycarakvara (Ԥицарӷали / Абыцаракәара) – gruz. Picardali (ფიცარდალი)
- Sovětský Čaj / Sabčota Čai / Atoura (Сабҷота чаи / Атоура) – gruz. Sabčota Čai (საბჭოთა ჩაი)

## Historie
Dolní Bargjap byl v minulosti součástí gruzínského historického regionu Samegrelo, od 17. století Samurzakanu. Na mapě, kterou v 17. století sestavil italský misionář Arcangelo Lamberti, je obec pojmenovaná jako Bargebi. Po vzniku Sovětského svazu byla vesnice součástí Abchazské ASSR a spadala pod okres Gali. Téměř celá populace byla gruzínské národnosti.
Během války v Abcházii v letech 1992–1993 byla obec ovládána gruzínskými vládními jednotkami. Na konci této války zdejší obyvatelé uprchli z Abcházie. Tři čtvrtiny se po skončení bojů vrátily a ocitly se pod vládou separatistické Abcházie. Došlo k přejmenování obce z gruzínského Kvemo Bargebi na Bargjap, později na Dolní Bargjap.
Dle Moskevských dohod z roku 1994 o klidu zbraní а o rozdělení bojujících stran byl Dolní Bargjap začleněn do nárazníkové zóny, kde se o bezpečnost staraly mírové vojenské jednotky SNS v rámci mise UNOMIG. Mírové sbory Abcházii opustily poté, kdy byla v roce 2008 Ruskem uznána nezávislost Abcházie. V průběhu tohoto období se v obci vyskytly problémy s únosy a s tím spojeným vymáháním výkupného, a také s útoky gruzínských geril v období šestidenní války.
Ode dne 5. prosince 2006 obcí hýbala kauza zdejšího starosty Fridona Čakaberiji, etnického Gruzínce. Během své návštěvy města Zugdidi a okolí, aby zde nakoupil vybavení a zásoby pro bargjapské zdravotní středisko, byl na území obce Ganmuchuri zatčen gruzínským útvarem rychlého nasazení ministerstva vnitra. Tato událost rozhněvala obyvatelstvo obce, které uspořádalo na mostu přes řeku Inguri, tvořící hranici s Gruzií, protest na podporu starosty, jenž byl mezi místními oblíbený pro ochotu pomoci a pro jeho snahy o poválečnou obnovu obce, kdy se zasloužil například o rekonstrukci zničené gruzínské školy, a podalo žalobu na některá gruzínská média. Čakaberija byl obviněn z pašování a prodeje 1 kilogramu heroinu a z krádeže náhrobních kamenů na místním hřbitově, za což byl odsouzen k deseti letům odnětí svobody.
Abchazská vláda se za Čakaberiju postavila, odmítala tato obvinění a považovala jeho zatčení a odsouzení v předvečer parlamentních a komunálních voleb za zastrašování gruzínského obyvatelstva žijícího v Abcházii, a hrozila zastavením mírového dialogu s Gruzií v Ženevě, pokud nebude propuštěn spolu s úředníkem Galské okresní správy Davidem Siguou, který byl dokonce do Gruzie 3. února 2007 unesen. V reportáži gruzínské opoziční televize Imedi se objevily informace, že celý případ byl zinscenován za účelem Čakaberijova potrestání za jeho práci v administrativní struktuře separatistické Abcházie. Sám Čakaberija trval na své obhajobě, že mu drogy podstrčili gruzínští policisté. Odvolací soud v Kutaisi v dubnu 2007 rozsudek změnil na podmíněný pětiletý trest a propustil starostu na svobodu.

## Obyvatelstvo
Dle nejnovějšího sčítání lidu z roku 2011 je počet obyvatel této obce 1677 a jejich složení následovné:
- 1669 Gruzínů (99,5 %)
- 5 Abchazů (0,3 %)
- 2 Rusové (0,1 %)
- 1 příslušník ostatních národností (0,1 %)

Před válkou v Abcházii žilo v obci 972 obyvatel, v celém Kvemo-Bargebském selsovětu 2144 obyvatel.